# Observatoire d’études géopolitiques
 (mars 2024).
L'Observatoire d’études géopolitiques (OEG) est un centre de recherche français, créé en 2004, qui a pour objet de contribuer à la promotion et au rayonnement de la recherche scientifique dans les différents domaines de la géopolitique et des relations internationales.

## Description
Cette contribution, tant au niveau national qu'international, s'appuie notamment sur l'organisation de colloques, de conférences, de tables rondes, de prestations intellectuelles, de publications scientifiques et sur les vecteurs écrits et audiovisuels. Les études portent particulièrement sur le monde arabe, l'Islam, les pays en développement, le dialogue des civilisations, le nouvel ordre mondial, l'énergie et les principales questions géopolitiques. L'OEG est associé avec la Faculté de droit de l’Université Paris Descartes, et il collabore régulièrement avec divers instituts étrangers (université al Azhar du Caire, Institut d'études africaines de Rabat,  Remald de Rabat, UOC de Barcelone, ECSSR d’Abou Dhabi) et des organisations internationales (ISESCO, OIF, Centre Nord-Sud du Conseil de l'Europe, Fondation Très Culturas de Séville…). 
L'Observatoire d’études géopolitiques est dirigé par Charles Saint-Prot,, directeur, et Zeina el Tibi, présidente déléguée, avec l'assistance d'un conseil scientifique regroupant des universitaires et des chercheurs français et étrangers.Ce conseil est présidé par le professeur Jean-Yves de Cara. 
Le siège de l'OEG est à Paris. L'institut a également un bureau à Beyrouth pour le Proche-Orient et des correspondants dans divers pays : Belgique, Djibouti, Égypte, Émirats arabes unis, Maroc, Québec, Roumanie.
Khaled.F. Hamadé est le directeur exécutif de l'Observatoire d'Etudes Géopolitiques depuis le 7 Février 2024. 
L'OEG a tenu des colloques et des conférences à Paris, Beyrouth, Bruxelles, Le Caire, Rabat, Strasbourg, Abou Dhabi. Parmi les principales activités :
- Forum franco-saoudien pour le dialogue des civilisations à Riad, en mars 2009, sous le Haut Patronage du roi Abdallah d'Arabie saoudite et du président de la République française
- Colloque international sur l'ijtihâd à l'Unesco, avec  l'Isesco et la Faculté de droit Paris Descartes (avril 2009)
- Participation au Master international d'études arabes et islamiques à l'Université ouverte de Catalogne (Barcelone)
- Colloque sur le développement politique, social et économique du Maroc, le 29 juin 2009 au Sénat (Paris), sous le Haut Patronage de Nicolas Sarkozy, président de la République française
- Conférence sur le dialogue des civilisations et l'Islam au Caire (février 2010)
- Colloque sur le thème État, territoire et développement politique au Maroc à l'Assemblée nationale à Paris (juin 2010)
- Colloque à l'ENA sur la nouvelle Constitution marocaine (2011)
- Colloque international à Abou Dhabi avec l'ECSSR sur la finance islamique (2012)
- Colloque sur l'Islam et le juste milieu, avec l'Isesco et le centre Prisme de Strasbourg
- Colloque d'hommage au roi Mohammed V à l'Institut de France (2012)
- Conférence à l'université Al Azhar au Caire (2012)
- Conférence sur la finance islamique à Paris Descartes (2013)
- Conférence sur la Constitution égyptienne à l'institut catholique (2013)
- Présentation du livre L'exception marocaine au Sénat (2013)
- Colloque à l'UNESCO sur La femme dans les religions monothéistes (2013)
- Conférence sur le centenaire du congrès national arabe de Paris à la Société de géographie (2013)
- Colloque  à l'ENA  « Nasser, son temps et l’Égypte moderne », 2014.
- Rencontre au Parlement européen à Strasbourg sur le Maroc émergent, 2014
- Colloque Islam et droits de l'Homme à l'Universitré Paris Descartes, 2015[7]
- Colloque sur le conflit sur le Sahara marocain à l’Université Paris Descartes, 2016[8]
- Colloque sur le  retour du Maroc dans l'Union africaine, avec l'Institut d'études africaines de Rabat [9]
- Jacques Berque, artisan du dialogue des civilisations, Collège des Bernardins, 5 octobre 2017
- Les risques de désintégration de l’État et de séparatisme dans le monde arabe  Colloque à l’USJ de Beyrouth, 28 février 2018
- Enjeux stratégiques de la coopération Maroc-Europe-Afrique à l’École de guerre économique 18 mars 2018
- la Francophonie médiatrice du nécessaire dialogue des civilisations au Conseil économique et social, le 20 mars 2019

## Publications
L'OEG édite notamment un bulletin d'information mensuel (tirage papier et en ligne sur le site) et  la collection « Études géopolitiques », en coopération avec les éditions Karthala à Paris. 
La collection « Études géopolitiques » a publié :
1. Le Liban, Regards vers L’avenir
2. Le Yémen
3. L’Arabie saoudite, à l’épreuve des temps modernes
4. L’eau, nouvel enjeu géopolitique
5. Djibouti : la géopolitique de la corne de l'Afrique (trad. en anglais)
6. Géopolitique du Soudan
7. La politique arabe de la France, par Charles Saint-Prot
8. L’Arabie saoudite face au terrorisme (trad. en arabe)
9. Quelle union pour quelle Méditerranée ?
10. L’enjeu du dialogue des civilisations (trad. en arabe)
11. La finance islamique et la crise de l’économie contemporaine, Prix Turgot de la Francophonie économique (trad. en arabe).
12. L'évolution constitutionnelle de l'Égypte
13. Les constitutions arabes, sous la direction de Christophe Boutin, Jean-Yves de Cara et Charles Saint-Prot
14. Géopolitique des Émirats arabes unis, sous la direction de Charles Saint-Prot
15. Une Histoire du nationalisme arabe (traduction en arabe en cours)

L'OEG publie également des publications scientifiques chez de grands éditeurs français et étrangers :
- Le Maroc en marche (dir.). Paris : CNRS éditions, 2009[12]

- L’Occident et l’Islam. Abou Dhabi : ECSSR, 2010, en arabe

- Vers un modèle marocain de régionalisation, Paris-Rabat, CNRS éditions et Remald, 2010

- La Constitution marocaine de 2011, lectures croisées, Rabat, Remald, 2012.

- L'exception marocaine, Paris, Ellipses, 2013

- Sahara marocain, Le dossier d’un conflit artificiel, sous la direction de Charles Saint-Prot, Jean-Yves de Cara et Christophe Boutin, Paris, éditions du Cerf, 2016[13]
- L'État-nation face à l'Europe des tribus, Paris, éditions du Cerf, collection Idées, 2017, 128 pages[14]
- Mémento de la question du Sahara marocain, avec JY de Cara et C. Boutin, Paris, éditions du Cerf, 2017
- Jacques Berque, artisan du dialogue des civilisations, dir., Paris, éditions du Cerf, collection "études islamiques", 2018
- Mohammed VI ou la monarchie visionnaire, éd. du Cerf, 2019[15]